# 復帰前の沖縄の企業一覧
復帰前の沖縄の企業一覧とは、証券取引法（1957年立法第111号）の「有価証券報告会社」の対象となる主要企業一覧（1969年時点）。
現在の沖縄県の主要企業については、沖縄県#沖縄県に本社を置く主要企業を参照のこと。

## 主要企業一覧

### 漁業
- 琉球漁業 
【住所】那覇市重民町1
- 琉球水産（現リウスイ） 
【住所】那覇市西新町2-7

### 林業
- 八重山開発
【住所】那覇市美栄橋町2-12

### 建設業
- 読谷共進工業商事 
【住所】中頭郡読谷村高志保1330

### 製糖業
- 石垣島製糖
【住所】石垣市名蔵243
- 伊良部製糖 
【住所】宮古郡伊良部村（現・宮古島市）伊良部1-46
- 沖縄製糖
【住所】那覇市松尾192
- 北大東製糖
【住所】那覇市美栄橋町1-46
- 久米島製糖
【住所】那覇市久米町1-49
- 第一製糖 
【住所】島尻郡糸満町（現・糸満市）兼城400
- 大東製糖
【住所】那覇市美栄橋町1-46
- 中部製糖 
【住所】中頭郡西原村（現・西原町）小那覇647
- 北部製糖
【住所】那覇市壷川251
- 宮古製糖
【住所】平良市（現・宮古島市）下里587
- 与那国製糖 
【住所】那覇市壷川251
- 琉球製糖（現・りゅうとう） 
【住所】島尻郡南風原村（現・南風原町）津嘉山1488

### パイン製造業
- 沖縄缶詰 
【住所】石垣市大川559
- 琉球果樹園 
【住所】那覇市久茂地町1-96
- 琉球産業 
【住所】八重山郡竹富町南風見29
- 琉球殖産 
【住所】那覇市松下町1-25
- 琉球農産加工 
【住所】石垣市宮良1096

### 醸造業
- オリオンビール
【住所】那覇市安里468-54（現オリオンホテル那覇）

### 製粉製菓業
- オキコ
【住所】那覇市壷川251
- 沖縄製粉
【住所】那覇市通堂町2-1

### 繊維品製造業
- 沖縄繊維工業 
【住所】島尻郡浦添村（現・浦添市）通堂町2-1
- 沖縄紡績 
【住所】中頭郡美里村（現・沖縄市）松本1081

### 飼料製造業
- 沖縄飼料 
【住所】那覇市壷川153
- 琉球協同飼料 
【住所】島尻郡南風原村（現・南風原町）津嘉山1471-3（現サンエーつかざんシティ敷地）

### 肥料製造業
- 琉球肥料 
【住所】島尻郡豊見城村（現・豊見城市）根差部710

### 鉄鋼業
- 拓南製鉄 
【住所】那覇市壷川169

### 煙草製造業
- オリエンタル煙草 
【住所】島尻郡豊見城村（現・豊見城市）根差部699
- 琉球煙草 
【住所】那覇市壷川285-1

### その他製造業
- 琉球化学工業 
【住所】島尻郡東風平村（現・八重瀬町）東風平1570
- 琉球製缶 
【住所】石垣市大川548
- 琉球セメント
【住所】那覇市美栄橋町1-46（現久茂地3-22-1、会社は浦添市西洲へ移転するも建物現存)

### 新聞業
- 沖縄タイムス
【住所】那覇市久茂地町1-51（現久茂地2-2-1、会社は1999年おもろまちへ移転、現在は駐車場)
- 琉球新報
【住所】那覇市壷川251（現泉崎1-10-3、現在は泉崎ビルとして新報ホールほかが残存）

### 通信業
- 沖縄テレビ
【住所】那覇市松山町1-1（現久米2-32-1、沖縄ワシントンホテル、1983年沖縄配電跡地の再開発ビルに移転）
- 琉球放送
【住所】那覇市久茂地町1-66（現久茂地2-3-1)
- ラジオ沖縄
【住所】那覇市上泉町(現泉崎2-32-1、分譲マンションおよび道路、1988年西町に移転。)

### 道路運送業
- 沖縄運輸 
【住所】那覇市美栄橋町1-16
- 沖縄バス
【住所】那覇市安里388（戦前は県立第1高等女学校・女子師範学校、現栄町りうぼう）
- 東陽バス
【住所】那覇市古波蔵263
- 那覇交通（現那覇バス）
【住所】那覇市西本町4-24（現白石マンション）
- 琉球バス（現琉球バス交通）
【住所】那覇市牧志町2-365（現牧志3-15-15、安里再開発計画地）

### 海運業
- 有村産業
【住所】那覇市前島町2-213
- 沖縄汽船 
【住所】那覇市前島町2-226
- 琉球海運
【住所】那覇市西本町4-1-1

### 倉庫業
- 沖縄第一倉庫 
【住所】那覇市西新町3-70
- 沖縄通運
【住所】那覇市西本町5-7
- 那覇港湾運送 
【住所】那覇市前島町2-214
- 那覇埠頭倉庫 
【住所】那覇市西本町1-7
- 琉球中央倉庫 
【住所】那覇市西新町2-17

### 卸小売業
- 朝日商会 
【住所】那覇市松山町2-71
- 沖縄食糧
【住所】島尻郡浦添村（現・浦添市）勢理客456
- 沖縄セメント工業 
【住所】那覇市高橋町2-214
- 沖縄貿易 
【住所】那覇市安里465
- 全琉球商事 
【住所】那覇市安里468
- 第一食糧
【住所】那覇市西新町3-44
- 琉球泡盛産業 
【住所】那覇市前島町2-235
- 琉球食糧 
【住所】那覇市旭町81
- 琉球石油（現・りゅうせき ） 
【住所】那覇市若狭町2-22
- 琉球薬品（現・琉薬 ）
【住所】那覇市松尾197

### 百貨店業
- 沖縄山形屋
【住所】那覇市牧志町1-265（1999年閉店。現ホテルJALシティ那覇）
- 大越百貨店（現在の沖縄三越） 
【住所】那覇市牧志町1-784
- リウボウ
【住所】那覇市松尾177（1991年に百貨店をパレットくもじに新築移転（同時に百貨店事業を子会社である株式会社リウボウインダストリーに譲渡）。旧百貨店の建物はベスト電器に賃貸していたが、現在は解体の後、ホテルロコア那覇などの入るREXA RYUBO）

### 自動車販売業
- 沖縄いすゞ自動車 
【住所】宜野湾市大山1566
- 沖縄トヨタ自動車販売 
【住所】那覇市松下町1-43
- 沖縄ふそう自動車 
【住所】那覇市前島町2-266

### その他卸小売業
- アメリカンフォトサービス 
【住所】島尻郡浦添村（現・浦添市）港川439
- 琉球文教図書 
【住所】那覇市上泉町1-50（のちパレット久茂地に入居するも、会社清算、書店はリウボウに譲渡）

### 銀行業
- 沖縄銀行
【住所】那覇市美栄橋町1-42(現久茂地3-10-1)
- 中央相互銀行
【住所】那覇市久茂地町2-8
- 南陽相互銀行 
【住所】那覇市牧志町1-790
- 琉球銀行
【住所】那覇市久茂地町1-16(現久茂地1-11-1)

### 不動産業
- 那覇空港ターミナル 
【住所】那覇市鏡水306-1
- 那覇バスターミナル
【住所】那覇市下泉町1-58
- 琉生住宅 
【住所】那覇市美栄橋町1-42

### 電気業
- 沖縄配電 
【住所】那覇市下泉町2-16（1983年、沖縄テレビが前述の住所から移転）
- 中央配電 
【住所】中頭郡具志川村（現・うるま市）江洲358-2
- 名護配電 
【住所】名護市名護1906
- 比謝川配電 
【住所】中頭郡嘉手納村（現・嘉手納町）嘉手納710
- 松岡配電 
【住所】島尻郡浦添村（現・浦添市）牧港701
- 宮古配電 
【住所】平良市（現・宮古島市）江洲358-2
- 八重山電力 
【住所】石垣市登野城町72

### ガス業
- 沖縄瓦斯
【住所】那覇市西新町3-40

### サービス業
- 沖縄建設業保証 
【住所】那覇市美栄橋町1-35
- 新沖縄観光開発 
【住所】中頭郡西原村（現・西原町）桃原109
- 西原温泉 
【住所】中頭郡西原村（現・西原町）小那覇275
- 琉球東急ホテル 
【住所】那覇市天久1002(2001年廃業、2009年にホテル東急ビズフォート那覇として移転・再開)